# Achnastank
Achnastank est un village de Moray en Écosse, situé au sud-est de Ben Rinnes.